# Varšavské knížectví
Varšavské knížectví či vévodství (polsky Księstwo Warszawskie; francouzsky Duché de Varsovie; německy Herzogtum Warschau) byl státní útvar na území okleštěného Polska, který existoval v letech 1807–1813 jako formálně nezávislý územní celek, ve skutečnosti však podřízený napoleonské Francii. Hlavou knížectví byl král Saska, které patřilo do Rýnského spolku, patřícího pod protektorát Francie.
Varšavské knížectví bývá někdy nesprávně[zdroj?] uváděno jako Varšavské velkoknížectví nebo velkovévodství.

## Historie

### Vznik
Počátky tohoto útvaru sahají do roku 1796, kdy skupina spiklenců ustavila tajnou konfederaci připravující ozbrojené povstání. V roce 1798 vznikla ve Varšavě „Společnost polských republikánů“, která si kladla za cíl obnovení Polska s republikánsko-demokratickým zřízením. Mezitím se ve Francii vytvářela silná polská emigrační populace, která vedla politiku vedoucí k obnovení Polska. Roku 1797 byly vytvořeny Polské legie, které se účastnily bojů v Itálii. Po vypuknutí nové války s Pruskem a po bitvách u Jeny a Auerstädtu v roce 1806, kdy Napoleon Bonaparte porazil pruské vojsko, uplatnil „polskou otázku“. Ve Velkopolsku propuklo polské povstání. Povstalci společně s příslušníky Polských legií se účastnili dalších bojů ve Východním Prusku. Napoleon povolal do Berlína polského generála Henryka Dąbrowského a vyzval ho, aby uveřejnil provolání k Polákům.

Velký znak knížectví (rekonstrukce)

V lednu 1807 vznikla ve Varšavě vládní komise složená převážně z polských aristokratů, kterou Napoleon pověřil správou „Polska dobytého na králi pruském“. Začala se organizovat nová armáda pod vedením knížete Józefa Poniatowského, která brzy vstoupila do válečných akcí proti Prusku. Po jednáních bylo vytvořeno Varšavské knížectví pod vládou Friedricha Augusta Saského, který byl vnukem předposledního polského krále. Dne 7. července 1807 byl s Pruskem uzavřen v Tylži mír, ve kterém se mimo jiné Prusko vzdávalo polských území, které získalo za druhého a třetího dělení Polska. Na tomto území pak bylo ustanoveno Varšavské knížectví. Ještě v červenci podepsal Napoleon v Drážďanech polskou ústavu, která sice zrušila nevolnictví, ovšem nedávala mu právo na držení selského gruntu. Roku 1809 vtrhla do knížectví rakouská vojska (bitva u Raszynu), ovšem po dalším Napoleonově vítězství v bitvě u Wagramu se situace ustálila a k Varšavskému knížectví byla připojena území, která Rakušané zabrali během III. dělení Polska.

### Zánik
Roku 1812 došlo k Napoleonovu tažení do Ruska, jehož se účastnila polská armáda o síle zhruba 100 000 mužů a tvořila tak téměř čtvrtinu Napoleonova vojska. Poláci bojovali statečně a kryli Napoleonův ústup při jeho přepravě přes Berezinu. Utrpěli obrovské ztráty. Při ústupu roku 1813 vtrhla ruská vojska do varšavského knížectví a země se dostala pod ruský vliv. Na vídeňském kongresu roku 1815 bylo dojednáno kompromisem rozdělení knížectví, které bývá nazýváno jako „čtvrté dělení Polska“. Toruňsko a Poznaňsko připadly Prusku, Tarnopolsko Rakousku, Krakov se stal „svobodným městem“ a zbytek knížectví byl přetvořen na Království polské (tzv. Kongresovka, podle příležitosti jeho vzniku - vídeňského kongresu) pod patronací Ruska, ale formálně spravované samostatně, podle vlastní ústavy.